# Université Virtuelle Environnement et Développement Durable

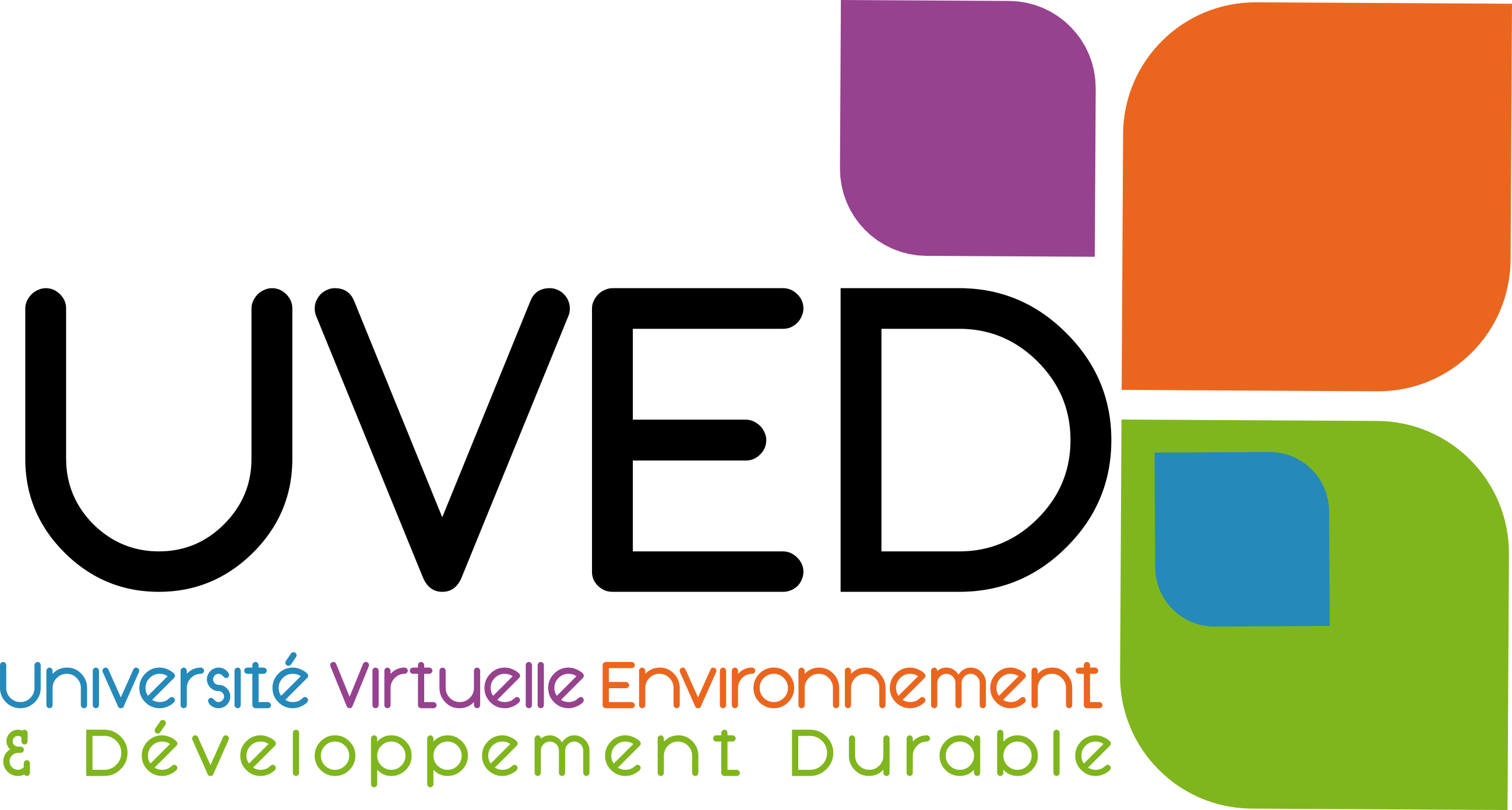

Créée en juin 2005 sous la forme associative, l’Université Virtuelle Environnement et Développement durable (UVED), une des huit universités numériques thématiques françaises, est devenue en 2011 une fondation partenariale pour pouvoir élargir et renforcer ses activités, notamment en associant des établissements publics et privés.